# إيان سميث
إيان سميث (بالإنجليزية: Ian Smith) هو سياسي بريطاني، ولد في 1 مايو 1960 في المملكة المتحدة. حزبياً، نشط في الديمقراطيون الليبراليون الاسكتلنديون والديمقراطيون الليبراليون. في 2007، انتخب الثالث البرلمان الإسكتلندي عن دائرة شمال شرق فايف، وقد انضم خلال فترته النيابية (3 مايو 2007 – 22 مارس 2011) للكتلة البرلمانية "Scottish Liberal Democrats". وفي 2003 ، نال المركز الثاني عن دائرة شمال شرق فايف وقد انضم خلال فترته النيابية (1 مايو 2003 – 2 أبريل 2007) للكتلة البرلمانية الاسكتلندية وفي 1999، انتخب نائب عن دائرة North East Fife (Scottish Parliament constituency) ‏ وقد انضم خلال فترته النيابية ‏ (6 مايو 1999 – 31 مارس 2003) للكتلة البرلمانية Scottish Liberal Democrats ‏.
يتميز بخبرة واسعة كناشط سياسي وممثل عام، بما في ذلك عمله كوزير في الحكومة الاسكتلندية الأولى وكمدير لثلاث لجان في البرلمان الإسكتلندي. لديه معرفة متعمقة بالحكومة والمؤسسات المحلية والاسكتلندية والمملكة المتحدة، بالإضافة إلى تميزه في الإعلام المرئي والمسموع (التلفزيون والراديو).

## مسيرته
- مسؤول السياسة والبرلماني في اسكتلندا منذ يوليو 2013 في إدنبرة / غلاسكو
- كبير مستشاري السياسة العامة الاسكتلندية منذ 2012 في اسكتلندا والمملكة المتحدة
- مسؤول السياسة والمعلومات في الأطفال أولًا فبراير 2012 - يونيو 2012 إدنبرة
- البرلمان الإسكتلندي:

1. نائب في البرلمان الإسكتلندي مايو 1999 - مايو 2011 شمال شرق فايف
2. الإسكتلندي الليبرالي الديمقراطي MSP لشمال شرق فايف
3. منظم لجنة الاقتصاد والطاقة والسياحة (2008-11)
4. منظم لجنة التعليم (2005-2007)
5. منظم اجتماعات لجنة الإجراءات (2003-2005)
6. نائب وزير البرلمان (الحكومة الاسكتلندية) (1999-2000)
7. الديمقراطيون الليبراليون الاسكتلنديون ناشط الديمقراطيون الليبراليون الاسكتلنديون 1976-2011

- عضو مجلس مجلس فايف مايو 1982 - مايو 1999 هاو فايف
- زعيم المعارضة (1986-1999)
- نائب منظم لدائرة السير مينزيس كامبل يونيو 1987 - أبريل 1999 كوبار، شمال شرق فايف
- مدير مركز استشارات Bonnethill ، دندي ديسمبر 1982 - يونيو 19852 دندي
- اما في المملكة المتحدة فكان عامل إستشارات، ثم مدير المركز الذي يقدم مزايا الرعاية الاجتماعية ونصائح قانون العمل.[7]